# Jolana Smyčková
Jolana Smyčková (ur. 20 maja 1979 w Uściu nad Łabą) – czeska piosenkarka i aktorka. Jest związana z teatrem Semafor.
Uczęszczała do szkoły artystycznej (Základní umělecká škola), gdzie z początku kształciła się muzycznie (gra na fortepianie i śpiew), a następnie w dziedzinie tańca i dramatu. Następnie kontynuowała edukację w praskim konserwatorium. Jeszcze w trakcie nauki w konserwatorium zaczęła się zajmować dubbingiem.
W 2009 roku otrzymała nominację do nagrody Talii za rolę w musicalu Divotvorný hrnec.